# Диполд I фон Ауершперг
Диполд I (Теобалд) фон Ауершперг (на немски: Diepold I (Theobald, Tiebold) von Auersperg; * 1362 в Оберберг, Словения; † 12 октомври 1423 или 1428) е благородник от стария австрийски благороднически род Ауершперг (на словенски: Auerspergi, Turjaški) от Херцогство Крайна и рицар, господар в Обербург (Горни Град) в Словения.

## Биография
Роден е през 1362 година в Оберберг, Словения. Той е син на Манхалм (Майнхард) III фон Ауершперг († 1385) и съпругата му Анна фон Катценщайн († 1386), дъщеря на Теобалд фон Катценщайн (* ок. 1310) и Анна фон Райтенберг (* ок. 1312). Внук е на Йохан V фон Ауершперг († 1353) и Кимбургис фон Шайербек (†1381). Правнук е на Хервард II фон Ауершперг († 1304) и Елизабет фон Винден.
През средата на 15 век фамилията се разделя на две главни линии. Старата линия е издигната 1530 г. на фрайхер и 1630 г. на графове. През 1653 г. някои от графовете от младата линия на рода са издигнати от император Фердинанд III на имперски князе на Свещената Римска империя.
Умира на 12 октомври 1428 година.

## Фамилия
Диполд фон Ауершперг се жени през 1397 г. за Урсула фон Лихтенек (Лихтенег), дъщеря на Хайнрих фон Лихтенек и Маргарета фон Катау (* ок. 1350). Те имат 6 деца:
- Фолкхард (* 1401; † 1461), женен 1428 г. за Барбара фон Виндхауз
- Енгелхард I (* 1404; † 1466, Самобор, Загреб), женен на 1 февруари 1440 г. за Схоластика фон Кьонигсберг († 1466)
- Вилхелм († сл. 1405)
- Хервард
- Елизабет (* ок. 1402), омъжена за Еразмус фон Вилдхауз
- Маргарета, омъжена за Вилхелм фон Кевенхюлер